# Municipio de Nykvarn
Nykvarn (en sueco: Nykvarns kommun) es un municipio de la provincia de Estocolmo, Suecia, en la provincia histórica de Södermanland. Su sede se encuentra en la ciudad de Nykvarn. El municipio se formó en 1999 como resultado de la división del municipio de Södertälje.

## Localidades
Hay tres áreas urbanas (tätort) en el municipio:
| # | Tätort                | Población |
| - | --------------------- | --------- |
| 1 | Nykvarn               | 7638      |
| 2 | Stensättra tomtområde | 242       |
| 3 | Finkarby              | 211       |